# Pedro Flores
Pedro Juan Flores Córdova, noto come Pedro Flores, (Naguabo, 9 aprile 1894 – San Juan, 14 luglio 1979), è stato un compositore e bandleader portoricano, uno tra i più noti autori di ballate e bolero.

## Primi anni
Pedro Flores, nome alla nascita Pedro Juan Flores Córdova era uno dei dodici figli nati in una famiglia povera nella città di Naguabo, Porto Rico. Il padre di Flores morì quando aveva solo nove anni e quindi fu costretto a lavorare in giovane età. All'età di sedici anni frequentò un corso speciale presso l'Università di Porto Rico e ricevette il diploma di insegnante. Flores ha insegnato per cinque anni e ha lavorato per un anno in uno zuccherificio nell'isola di Vieques. Nel 1918 prestò servizio in una posizione di segreteria nell'esercito degli Stati Uniti. Fu congedato onorevolmente dall'Esercito quando aveva ventiquattro anni.

### Nota bene
1. ↑  Questo nome usa le usanze dei nomi spagnoli: il primo nome di famiglia paterno è Flores e il secondo nome di famiglia materno è Córdova.

## Trío Borinquen
Nel 1926 Flores andò a New York City senza alcuna educazione musicale regolare e si unì a un altro compositore portoricano, Rafael Hernández nel suo Trío Borinquen. Anche se Flores e Hernández diventarono ottimi amici, divennero anche concorrenti come compositori. Quando Flores scrisse Sin Bandera, Hernández si precipitò e scrisse Preciosa.
Nel 1930 Flores formò il suo trio personale che chiamò Trío Galón la cui musica e canzoni avevano un ritmo più veloce di quelle del Trío Borinquen. Flores ebbe problemi con la casa editrice musicale e abbandonò il trio. Si trasferì in Messico e poi visse a Cuba per un breve periodo di tempo. Flores alla fine tornò a New York dove riorganizzò il suo vecchio trio. Alcuni dei cantanti di questo nuovo trio erano Myrta Silva, Daniel Santos e Pedro Ortiz Dávila "Davilita".

## Composizioni musicali
Alcune delle canzoni scritte da Flores sono: Obsesión, Amor Perdido (Amore perduto), Bajo un Palmar (Sotto una palma), Borracho no Vale (Non conta se sei ubriaco), Linda, Sin Bandera (Senza una bandiera), Despedida (Addio) e Perdón (Perdono).
Tra gli interpreti delle sue canzoni ci sono Beny More, Los Panchos, Celia Cruz, e María Luisa Landín. Uno speciale televisivo del 1996, in onore del suo lavoro, presenta versioni di molti artisti portoricani e internazionali, come Ednita Nazario, Marc Anthony, Yolandita Monge e Shakira.

### Discografia scelta
Album
- Daniel Santos, Cuarteto Pedro Flores*, Orquesta De Sociedad - La Despedida 4 versions	RCA Victor, RCA Victor		1965
- Música De Miguel Matamoros (LP, Album)	De Oro	ELDD-50201	1977
- Música De Miguel Matamoros (LP, Album)	Musart, Musart	102-11108, D-942	1977
- Cuarteto De Pedro Flores (CD, Album, RM)	Calle Mayor	IL0426	2017
- Canta Davilita (LP)	Amir Records	AMIR 003	Unknown
- Daniel Santos, Cuarteto Pedro Flores*, Orquesta De Sociedad - La Despedida (LP, Album, Mono)	RCA Victor	LPV 1156	Unknown
- Dulce y Sabrosa (LP)	Tropical (3)	TRLP 5128	Unknown

Singles & EPs
- Despedida,  single Nelson Navarro 1967
- Daniel Santos Con El Cuarteto Flores* - Despedida / Amor (Shellac, 10")	Victor	V-83489	1941
- Hay Que Llegar A Mexico (7", EP)	Musart	EX 45497	Unknown
- Celos De Amor / Entre Mar Y Cielo (Shellac, 10", Mono)	RCA Victor	83915	Unknown

Compilations
- Daniel Santos , Con El Cuarteto Original De Pedro Flores* , Arreglos Y Direccion Musical Moncho Usera* - El Legendario Daniel Santos (CD, Comp, RM)	BMG International U.S. Latin	3363-2-RL	1992
- Daniel Santos, Cuarteto Pedro Flores*, Orquesta De Sociedad - La Despedida (LP, Album, Comp, RE)	Arcano	DKL1-3034	Unknown
- Cuarteto Caney / Cuarteto De Pedro Flores - Los Exitos Mas Grandes De Ayer - Latin American Hits Of The 30's (LP, Comp)	CBS	DCS-965	Unknown

## Morte
Pedro Flores morì a San Juan il 14 luglio 1979 ed è sepolto nel cimitero di Santa María Magdalena de Pazzis, nella Vecchia San Juan.

### Per l'ascolto
- Perdón, su youtube.com. URL consultato l'8 aprile 2018. Interpretazione di Marc Anthony e Ednita Nazario
- Amor Perdido, su piano-bar.com. URL consultato l'8 aprile 2018 (archiviato dall'url originale il 4 ottobre 2014). Interpretazione al pianoforte di Luciano Quiñones

### Altri collegamenti
- (EN) Pedro Flores, su MusicBrainz, MetaBrainz Foundation.
- (EN) Pedro Flores, su IMDb, IMDb.com.
- Popular Culture
- Peer Music biography

| Controllo di autorità | VIAF (EN) 38145971341432330600 · Europeana agent/base/67648 · LCCN (EN) n92109111 · BNE (ES) XX1464516 (data) |